# Michałki (województwo podlaskie)
Michałki – wieś w Polsce położona w województwie podlaskim, w powiecie wysokomazowieckim, w gminie Wysokie Mazowieckie.
Mała wieś pod lasem, jednodrożna z obustronną zabudową, bez starszego budownictwa.
W latach 1975–1998 miejscowość administracyjnie należała do województwa łomżyńskiego.
Wierni kościoła rzymskokatolickiego należą do parafii św. Jana Chrzciciela w Wysokiem Mazowieckiem.

## Historia
W 1921 roku we wsi 3 gospodarstwa i 19. mieszkańców (8. mężczyzn i 11 kobiet). W folwarku Michałki 5 budynków z przeznaczeniem mieszkalnym i 70. mieszkańców.
Od 8 do 10 września 1939 roku w folwarku Michałki mieściła się Kwatera Główna Samodzielnej Grupy Operacyjnej „Narew”. 10 września 1939 roku kwatera została zaatakowana przez niemiecki oddział pancerny. Walką pododdziałów Kwatery Głównej kierował major dyplomowany Bronisław Kwaskowski.